# Alan Hollinghurst

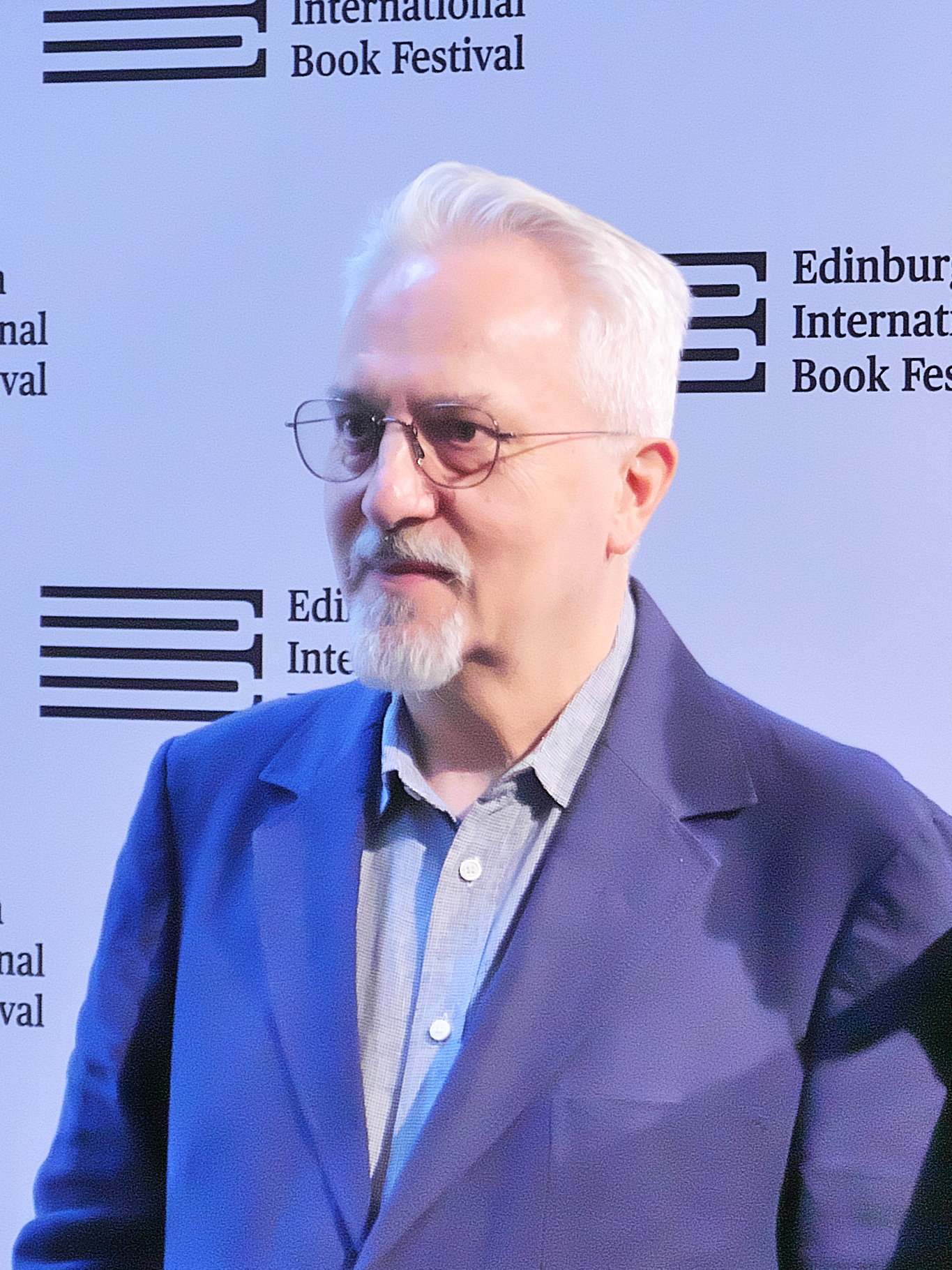
Alan Hollinghurst 2025

Sir Alan James Hollinghurst (* 26. Mai 1954 in Stroud, Gloucestershire, England) ist ein britischer Schriftsteller.

## Leben und Werk
Hollinghurst wurde als einziges Kind des Bankiers James Hollinghurst, der in der Royal Air Force im Zweiten Weltkrieg gedient hatte, und seiner Frau Elizabeth geboren. Er studierte englische Sprache am Magdalen College in Oxford. Hier machte er 1979 seinen Abschluss mit einer wissenschaftlichen Arbeit zu den Schriftstellern Ronald Firbank, E. M. Forster und L. P. Hartley. Anschließend unterrichtete er in Oxford am Magdalen College, am Somerville College und dem Corpus Christi College, ehe er ab 1981 Dozent am University College London wurde. Zwischen 1982 und 1995 war er als Autor bei der Literaturzeitschrift The Times Literary Supplement angestellt.
Nachdem Hollinghurst bereits ab Mitte der 1970er-Jahre wenige Gedichte sowie 1983 die Kurzgeschichte A Thieving Boy veröffentlicht hatte, machte ihn 1988 sein Romandebüt Die Schwimmbad-Bibliothek (im Original The Swimming-Pool Library) bekannt. Durch diesen und seine folgenden Romane erarbeitete er sich bei Kritikern den Ruf, einer der besten zeitgenössischen britischen Schriftsteller zu sein.
Hollinghurst lebt heute im Londoner Stadtteil Hampstead. Er lebte lange alleine, nach eigenen Angaben auch, da er für das Schreiben Ruhe benötigt. Seit 2018 ist er aber in einer Beziehung mit dem Autor Paul Mendez. Er ist Mitglied der Royal Society of Literature.

## Romane
- Im Zentrum des Debütromans The Swimming-Pool Library (1988) steht der 25-jährige William, ein junger und gutaussehender Homosexueller aus reicher Familie, der von dem betagten Lord Nantwich die Aufgabe erhält, seine Memoiren zu schreiben. Lord Nantwichs Lebensgeschichte ist in den britischen Kolonien und im London der Kriegszeit angesiedelt, es wird auch die Kriminalisierung von Homosexualität bis in die 1960er-Jahre thematisiert.[8] Hollinghurst erhielt mehrere Preise für diesen Roman und wurde für die neu erscheinende, unapologetisch wirkende Weise gelobt, mit der er schwules Leben thematisierte.[9] Edmund White nannte The Swimming-Pool Library den „besten Roman über schwules Leben, der bisher von einem englischen Autor geschrieben wurde“.[10]
- The Folding Star (1994) handelt von dem Engländer Edward Manners, einem verhinderten Schriftsteller, der sich in Flandern als Englischlehrer niederlässt. Dabei entwickelt er eine Obsession für einen seiner Schüler, den 17-jährigen Luc, verliebt sich und bemerkt dabei die Kraft und Vergänglichkeit der Schönheit. Der Roman spielt mit Referenzen an literarische Werke wie Der Tod in Venedig sowie symbolistische Maler. Er wurde als einziger von Hollinghursts Romanen nicht zeitnah ins Deutsche übersetzt, sondern erschien erst im Jahr 2022 im Albino Verlag.[11]
- In Hollinghursts drittem Roman Die Verzauberten (The Spell) aus dem Jahr 1998 geht um vier Homosexuelle unterschiedlichen Alters, die in die pulsierende Raveszene gezogen werden und Experimente mit Drogen machen. Sie finden sich in wechselnden Beziehungskonstellationen miteinander wieder, die aufregend, aber nicht dauerhaft sind.[12]
- Für seinen vierten Roman Die Schönheitslinie (The Line of Beauty) von 2004 erhielt er international exzellente Kritiken sowie (als erstes Buch mit zu einem größeren Teil auch homosexueller Thematik) den Booker Prize. Im Mittelpunkt des in drei Teilen zwischen 1983 und 1987 spielenden Romans steht Nick Guest, ein junger Doktorand der Literaturwissenschaften, der als Hausgast in der Familie eines konservativen Parlamentsmitglieds in der Thatcher-Ära lebt und dort die gesellschaftliche Elite beobachtet. Gleichzeitig sammelt er Erfahrungen in der Londoner Schwulenszene, die zunehmend von Aids heimgesucht wird.[13][14] The Line of Beauty wurde 2006 von der BBC als Fernseh-Dreiteiler mit Dan Stevens, Hayley Atwell und Tim McInnerny verfilmt.[15]
- Hollinghursts fünfter Roman Des Fremden Kind (The Stranger’s Child) aus dem Jahr 2011 spielt über mehrere Generationen und handelt von dem Leben und Nachleben eines jungen Dichters, der im Ersten Weltkrieg ums Leben kommt. Es stellt sich dabei die Frage, ob dessen berühmt gewordenes Liebesgedicht seinem Freund George oder dessen jüngerer Schwester Daphne gewidmet ist.[16]
- In seinem generationsübergreifenden Sittenbild-Roman Die Sparsholt-Affäre (The Sparsholt Affair) (2017) geht es um den gesellschaftlichen Umgang mit Homosexualität in England vom Zweiten Weltkrieg bis in die Gegenwart. Die namensgebenden Protagonisten sind ein athletischer Ruderer, der während seiner Zeit an der Oxford University von mehreren Schwulen umworben wird, sowie sein offen schwul lebender Sohn. Die titelgebende Sparsholt-Affäre, die den älteren Sparsholt, homosexuelle Handlungen und eine Gefängnisverurteilung umfasst, wird nicht direkt beschrieben, sondern muss vom Leser durch Indizien zusammengeklaubt werden. Die FAZ-Rezensentin spricht dennoch davon, dass man bestens unterhalten werde.[17][18]

## Themen und Stil
Hollinghursts Werke spielen zum großen Teil in der britischen Oberschicht unter intellektuellen, kultivierten Charakteren, deren menschliche Schwächen und Abgründe erkennbar werden. Ähnlich wie Henry James, eines seiner großen Vorbilder, habe er ein „perfektes Gespür für soziale Herkunft, Klassenunterschiede und Machtfragen“. In vielen seiner Gesellschaftsromane chronologisiert er zugleich das homosexuelle Leben im Laufe des 20. Jahrhunderts mit seinen Veränderungen.
Hollinghurst gilt vielen Kritikern als einer der stilistisch herausragenden Schriftsteller der Gegenwartsliteratur im englischsprachigen Raum. Er veröffentlicht etwa alle sechs Jahre einen Roman; nach eigenen Angaben liegt sein Schreibpensum in der Regel zwischen nur 300 bis 400 Wörtern pro Tag.

## Auszeichnungen
Als Student an der Oxford University erhielt Hollinghurst 1974 den Newdigate Prize, einen Preis für das beste Gedicht eines Oxford-Studenten. 1989 erhielt er für The Swimming-Pool Library den Somerset Maugham Award, den Gay and Lesbian Book Award und den Lambda Literary Award. Für The Folding Star bekam er 1994 den James Tait Black Memorial Prize und 1995 erneut den Lambda Literary Award. 2004 wurde er mit dem Booker Prize für seinen Roman The Line of Beauty ausgezeichnet. Auch The Folding Star und The Stranger’s Child wurden für den Booker Prize nominiert. 2011 erhielt Hollinghurst von der LGTB-Literaturorganisation Publishing Triangle den Bill Whitehead Award für sein Lebenswerk.
2015 wurde The Line of Beauty in der BBC-Auswahl der besten 20 Romane von 2000 bis 2014 als eines der bislang größten literarischen Werke dieses Jahrhunderts genannt. Bei einer weiteren BBC-Umfrage unter Literaturkritikern im selben Jahr wurden The Line of Beauty und The Swimming-Pool Library unter die 100 bedeutendsten britischen Romane gewählt.
2025 wurde Hollinghurst zum Knight Bachelor ernannt.

## Werke

### Romane
- The Swimming-Pool Library. Chatto & Windus, London 1988, ISBN 0-7011-3282-5.
  - deutsche Ausgabe: Die Schwimmbad-Bibliothek. Übersetzt von Eike Schönfeld. Kiepenheuer & Witsch, Köln 1992, ISBN 3-462-02213-X
  - neue deutsche Ausgabe: Albino Verlag, Berlin 2015, 432 Seiten, ISBN 978-3-95985-036-0.
- The Folding Star. Chatto & Windus, London 1994, ISBN 0-7011-5913-8.
  - deutsche Ausgabe: Der Hirtenstern. Übersetzt von Joachim Bartholomae. Albino Verlag, Berlin 2022, 624 Seiten, ISBN 978-3-86300-331-9.
- The Spell. Chatto & Windus, London 1998, ISBN 0-7011-6519-7.
  - deutsche Ausgabe: Die Verzauberten. Übersetzt von Eike Schönfeld. Blessing Verlag, München 1999, ISBN 3-89667-086-7.
- The Line of Beauty. Picador, London 2004, ISBN 0-330-48320-X.
  - deutsche Ausgabe: Die Schönheitslinie. Übersetzt von Thomas Stegers. Blessing Verlag, München 2005, ISBN 3-89667-282-7.
- The Stranger’s Child. Picador, London 2011, ISBN 978-0-330-48324-7.
  - deutsche Ausgabe: Des Fremden Kind. Übersetzt von Thomas Stegers. Blessing Verlag, München 2012, 688 Seiten, ISBN 978-3-89667-468-5.
- The Sparsholt Affair. Picador, London 2017, ISBN 978-1-447-20821-1.
  - deutsche Ausgabe: Die Sparsholt-Affäre. Übersetzt von Thomas Stegers, Blessing Verlag, München 2019, 544 Seiten, ISBN 978-3-89667-626-9.
- Our Evenings. Picador, London 2024

### Weitere Arbeiten
Gedichte
- Isherwood is at Santa Monica. Zwei Gedichte im Gedichtband, Oxford: Sycamore Press 1975.
- Poetry Introduction 4. Zehn Gedichte im Gedichtband, Faber, 1978.
- Confidential Chats With Boys. Gedichtband. Sycamore Press, Oxford 1982.
- Mud. Gedicht, London Review of Books, Vol. 4, No. 19, 21 October 1982.

Kurzgeschichten
- A Thieving Boy. In : Firebird 2: Writing Today, Penguin, 1983.
- Sharps and Flats. In: Granta 43, 1993. Später auch in The Folding Star eingearbeitet.
- Highlights. In: Granta 100, 2007.

Übersetzungen:
- Bajazet von Jean Racine aus dem Französischen, 1991.
- Bérénice von Jean Racine aus dem Französischen, 2012.

Als Herausgeber:
- New Writing 4 (Band über britische Gegenwartsliteratur, gemeinsam mit A. S. Byatt), 1995.
- Three Novels by Ronald Firbank (Ausgabe von Romanen von Ronald Firbank), 2000.
- A. E. Housman: poems selected by Alan Hollinghurst (Ausgabe von Gedichten von A. E. Housman), 2001.

## Belege
1. ↑  Peter Rose: The Hollinghurst line. 14. Mai 2005, abgerufen am 20. Juni 2019 (englisch).
2. ↑  British Council: Alan Hollinghurst - Literature. Abgerufen am 20. Juni 2019.
3. ↑  British Council: Alan Hollinghurst - Literature. Abgerufen am 27. Juni 2019.
4. ↑  My space: Alan Hollinghurst on Hampstead Heath. ISSN 0140-0460 (thetimes.co.uk [abgerufen am 7. Mai 2022]).
5. ↑  Writing is bad for you | Rick Gekoski. 7. Juli 2011, abgerufen am 7. Mai 2022 (englisch).
6. ↑  Katie Law: Jehovah’s Witness to gay sex worker: author Paul Mendez' life story. 28. April 2020, abgerufen am 7. Mai 2022 (englisch).
7. ↑  Alan Hollinghurst. In: Royal Society of Literature. Abgerufen am 7. Mai 2022 (britisches Englisch).
8. ↑  John Lanchester: Catch 28. In: London Review of Books. 3. März 1988, ISSN 0260-9592, S. 11–12 (lrb.co.uk [abgerufen am 20. Juni 2019]).
9. ↑  Emily Bearn: Most of all, I like bad behaviour. 25. Oktober 2004, ISSN 0307-1235 (telegraph.co.uk [abgerufen am 20. Juni 2019]).
10. ↑  Subscribe to read. Abgerufen am 27. Juni 2019 (britisches Englisch).
11. ↑  Die Albino-Vorschau fürs Frühjahr 2022 ist da. In: Albino Verlag. 1. Dezember 2021, abgerufen am 7. Mai 2022 (deutsch).
12. ↑  The Spell: analogies. 13. November 2004, abgerufen am 7. Mai 2022 (englisch).
13. ↑  Oh, diese Rückenkurve. 19. Oktober 2005, abgerufen am 27. Juni 2019.
14. ↑  Es ist die Kunst, die das Leben ausmacht. ISSN 0174-4909 (faz.net [abgerufen am 27. Juni 2019]).
15. ↑  The Line of Beauty bei der Internet Movie Database. Abgerufen am 7. Juli 2019.
16. ↑  Adam LeBor: Lunch with the FT: Alan Hollinghurst. In: Financial Times. 24. Juni 2011 (ft.com [abgerufen am 7. Mai 2022]).
17. ↑   Evi Simeoni: Roman von Alan Hollinghurst : Klingt etwas nach Ironie der Verzweiflung, Rezension in der FAZ vom 31. Mai 2019, abgerufen am 1. Juni 2019
18. ↑  Maike Albath: Alan Hollinghurst: „Die Sparsholt-Affäre“ Von der Kraft der Sexualität, Rezension im Deutschlandfunk Kultur vom 25. März 2019, abgerufen am 1. Juni 2019
19. ↑  Alan Hollinghurst: "Die Sparsholt-Affäre" - Von der Kraft der Sexualität. Abgerufen am 27. Juni 2019 (deutsch).
20. ↑  Gustav Seibt: Was wir erlebt haben. In: sueddeutsche.de. 2019, ISSN 0174-4917 (sueddeutsche.de [abgerufen am 27. Juni 2019]).
21. ↑  Alex Preston: The Sparsholt Affair by Alan Hollinghurst – the work of a master. In: The Guardian. 25. September 2017, ISSN 0261-3077 (theguardian.com [abgerufen am 27. Juni 2019]).
22. ↑  Laura Miller: Alan Hollinghurst Hates Similes. 26. März 2018, abgerufen am 27. Juni 2019 (englisch).
23. ↑  Emily Bearn: Most of all, I like bad behaviour. 25. Oktober 2004, ISSN 0307-1235 (telegraph.co.uk [abgerufen am 20. Juni 2019]).
24. ↑  Charlotte McLaughlin: The Line Of Beauty author Alan Hollinghurst honoured with knighthood. In: standard.co.uk. 31. Dezember 2024, abgerufen am 1. Januar 2025 (englisch).

| Personendaten    | Personendaten                                 |
| ---------------- | --------------------------------------------- |
| NAME             | Hollinghurst, Alan                            |
| ALTERNATIVNAMEN  | Hollinghurst, Alan James (vollständiger Name) |
| KURZBESCHREIBUNG | britischer Schriftsteller                     |
| GEBURTSDATUM     | 26. Mai 1954                                  |
| GEBURTSORT       | Stroud, Gloucestershire, England              |